# Eric Yuan
Eric Yuan (Tai'an, 20 de febrero de 1970) es un empresario estadounidense de ascendencia china y fundador de Zoom Video Communications, del cual es el accionista mayoritario con el 22% de participaciones. Aparece, a partir de la pandemia del COVID-19, en la lista de las personas más ricas del mundo, con una fortuna estimada en 5 500 millones de dólares.

## Carrera
Eric Yuan nació en Shandong, China, en 1970. En 1987 ingresó a la Universidad de Ciencia y Tecnología de Shandong, para después estudiar una maestría en ingeniería en la Universidad de Minería y Tecnología de China.
Yuan intentó emigrar a Estados Unidos en repetidas ocasiones, pero su visado fue denegado en todas las ocasiones. Su solicitud fue aprobada en 1997, cuando tenía 27 años. Entonces empezó a trabajar en WebEx, donde ascendió hasta convertirse en vicepresidente de la compañía. En 2007, Cisco Systems adquirió WebEx, por lo que Yuan formó parte del departamento de ingeniería de Cisco.

### Fundación de Zoom
Eric Yuan renunció a su trabajo en Cisco para fundar Zoom en 2011, a pesar de que muchos consideraban que su idea no podía tener éxito debido a la competencia en el mercado de las videoconferencias. Junto con un excolaborador de Cisco como socio e inversor, empezó la compañía.
Zoom empezó a operar principalmente con extrabajadores de WebEx. En 2013 lanzaron la primera versión del producto. En estos primeros años, Yuan enviaba un correo electrónico a cada cliente que cancelaba una suscripción para que comentaran qué problemas tuvieron con la plataforma.
Zoom creció gracias a una estrategia freemium, al ofrecer un producto que cualquiera pudiera usar desde su teléfono inteligente y ofrecer herramientas para sincronizar la videollamada con sistemas más tradicionales de videoconferencia.
Yuan poseía el 20% de las acciones de Zoom cuando la compañía salió a la bolsa. En su salida al mercado, Zoom se revalorizó 16 mil millones de dólares, convirtiendo a Yuan en millonario.